# 栃木県道210号柏倉葛生線
栃木県道210号柏倉葛生線（とちぎけんどう210ごう かしわぐらくずうせん）は、栃木県栃木市と佐野市（旧葛生町）を結ぶ一般県道である。
ほぼ大半が峠を越える部分であり、栃木県道126号栃木田沼線の迂回路となる路線であるが1.5車線の山道であり交通量は少ない。
峠部分は降水量が200mmを超えると通行止めとなる。

## 路線概要
- 指定：1961年（昭和36年）4月1日
- 距離：7.504km
- 起点：栃木県栃木市柏倉町（栃木県道126号栃木葛生線交点）
- 終点：栃木県佐野市山菅町（天神橋西交差点=国道293号交点）

### 異常気象時交通規制区間
- 栃木市柏倉町 - 佐野市葛生東1丁目（延長6.5km）：土石崩落の危険のため連続雨量200mmにて通行止め[1]

## 通過する自治体
- 栃木県
  - 栃木市 - 佐野市

## 交差する主な道路
- 栃木県道123号葛生停車場線（佐野市葛生西：重複区間）